# Rocourt-Saint-Martin

Rocourt-Saint-Martin este o comună în departamentul Aisne din nordul Franței. În 1 ianuarie 2022 avea o populație de 305 de locuitori.